# Gatton (Australia)
Gatton – miasto w Australii, w stanie Queensland.